# 路易丝·莱克-塔克
路易丝·莱克-塔克女爵士，GCMG，DStJ（英語：Dame Agnetha Lake-Tack，1944年7月26日—）是第3任安地卡及巴布達總督。

## 背景和早期职业生涯
1944年路易丝·莱克-塔克出生于安地卡島圣菲利浦教区。曾在圣约翰就读于Freetown公立学校和Antigua女子高中。毕业后，她移民到英国， 在查林十字医院学习护理。学业完成后，她先在国家心脏医院工作了一段时间，后来又在哈雷街诊所工作。
莱克-塔克后来开始学习法律专业并毕业。其后担任Marylebone和Horseferry裁判法院的裁判官。同时也处理Pocock街刑事法庭和Middlesex刑事法庭下级法院的上诉案件。她在被任命为总督之前的24年里一直是安提瓜和巴布达国家协会（伦敦）的成员。

## 总督
2007年7月17日她正式上任成为安地卡及巴布達總督。她是第一位担任此职务的女性。

## 荣誉
2007年11月13日莱克-塔克获得一等勋爵士勋位。